# Гольчевська
Гольче́вська (рос. Гольчевская) — присілок у складі Тарногського району Вологодської області, Росія. Входить до складу Ілезського сільського поселення.

## Населення
Населення — 26 осіб (2010; 27 у 2002).
Національний склад (станом на 2002 рік):
- росіяни — 100 %